# MS Adventure of the Seas
MS Adventure of the Seas – to statek pasażerski.

## Wyposażenie statku
Na pokładzie MS Adventure of the Seas znajdują się m.in.:
- lodowisko
- ścianka wspinaczkowa
- 3 baseny
- jacuzzi
- pole golfowe
- salon gier video
- boisko do koszykówki
- kasyno
- restauracje
- bary
- SPA
- centrum fitness
- biblioteka
- kafejka internetowa

## Images

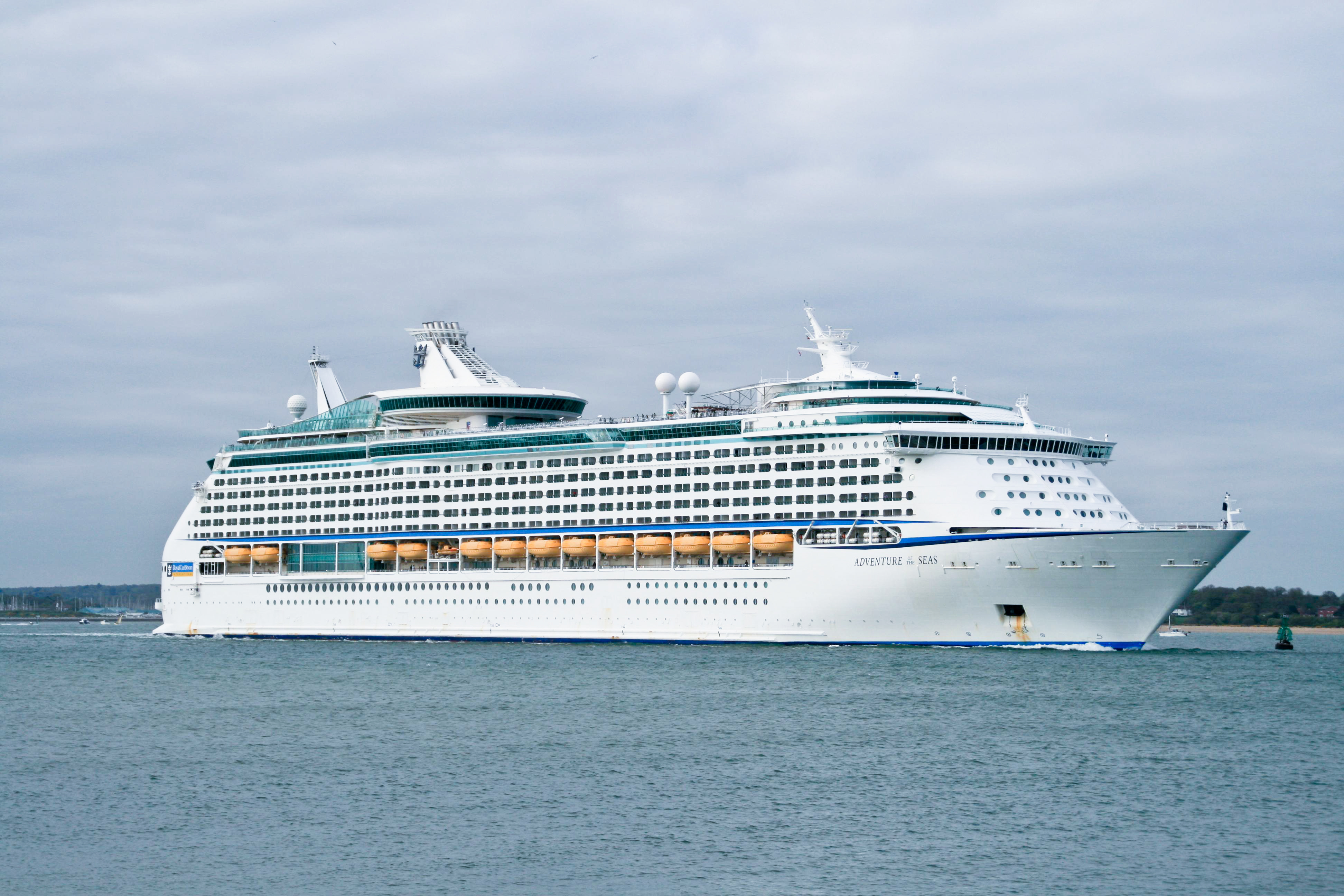
Southampton 2013
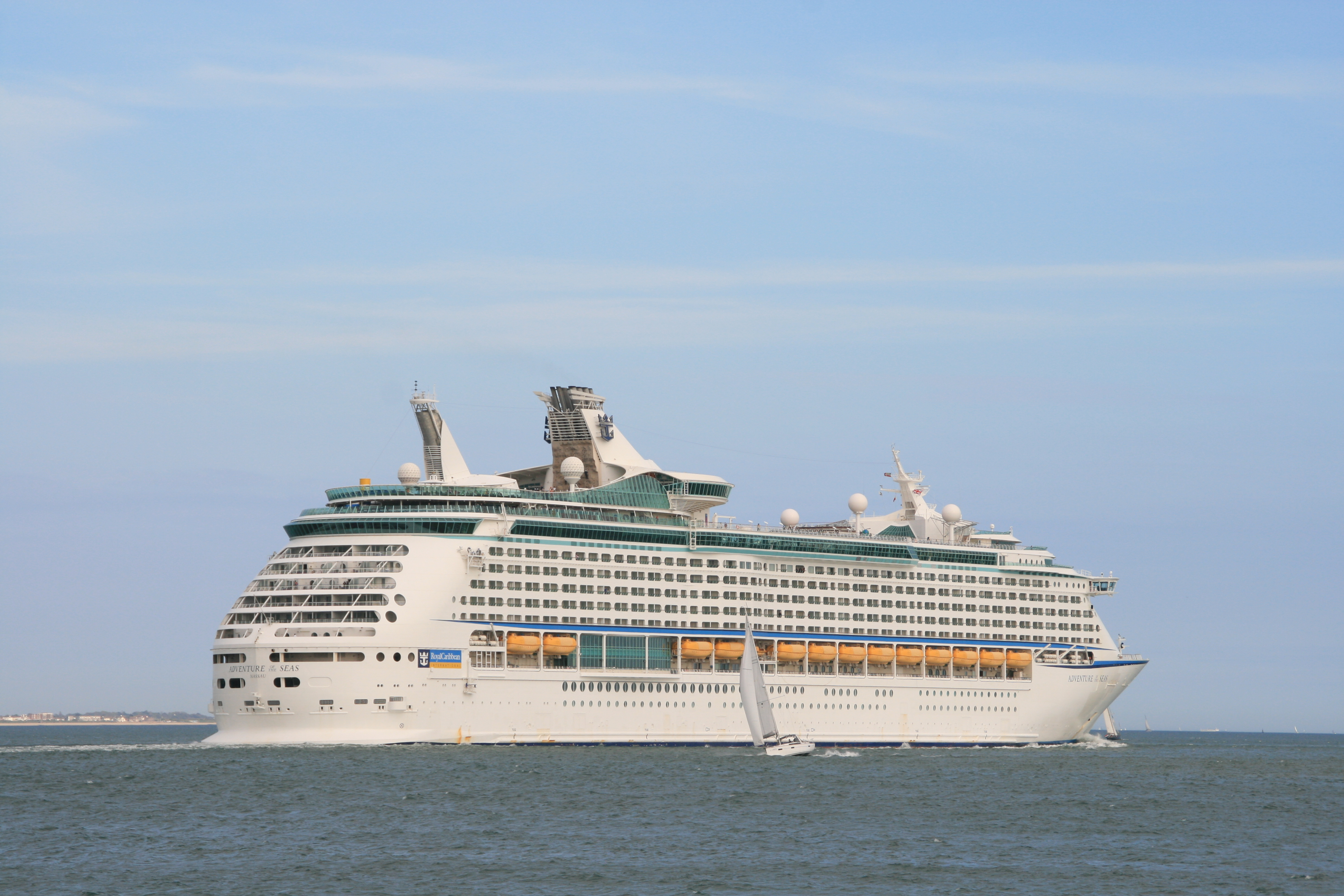
Southampton 2013
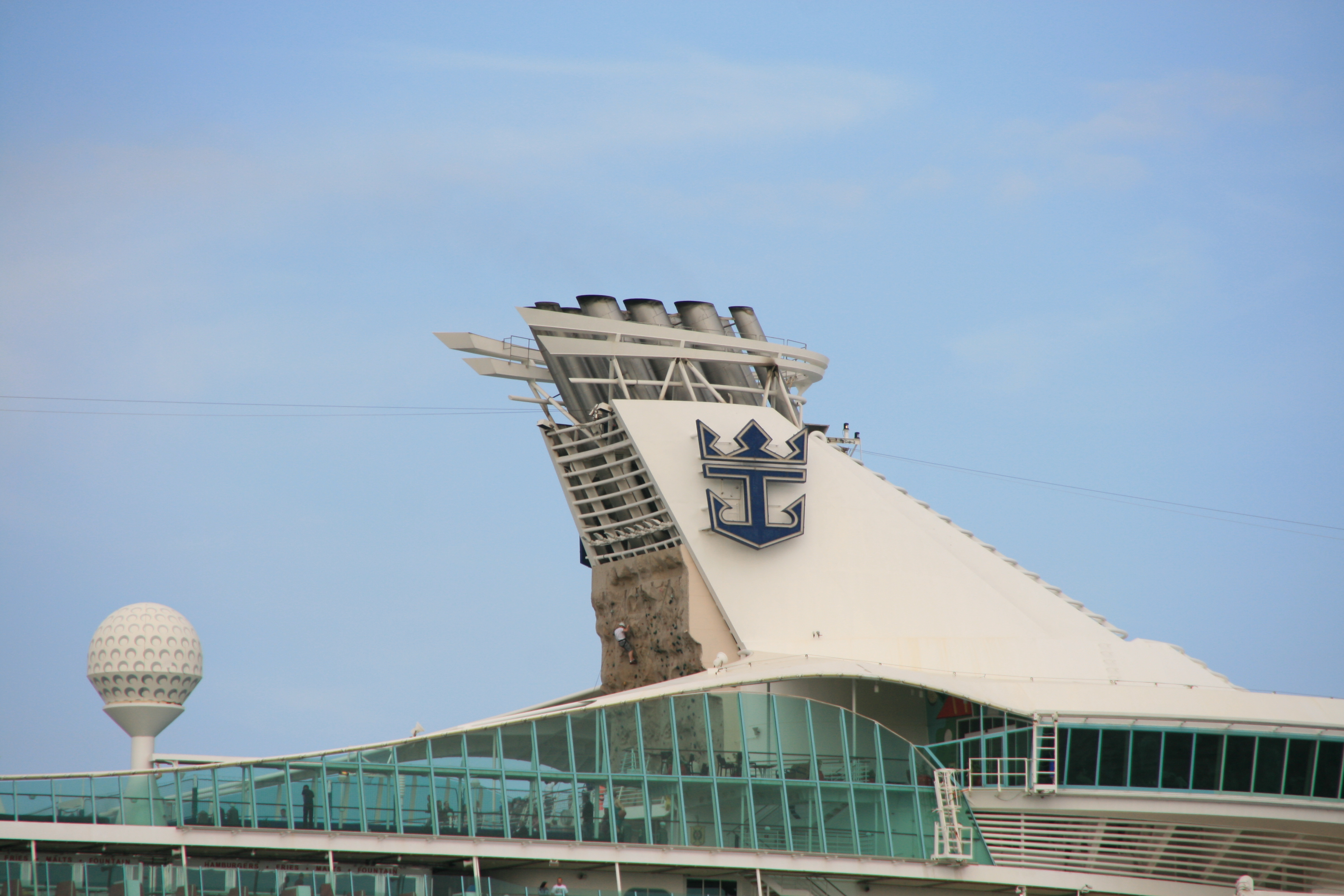
Climbing wall
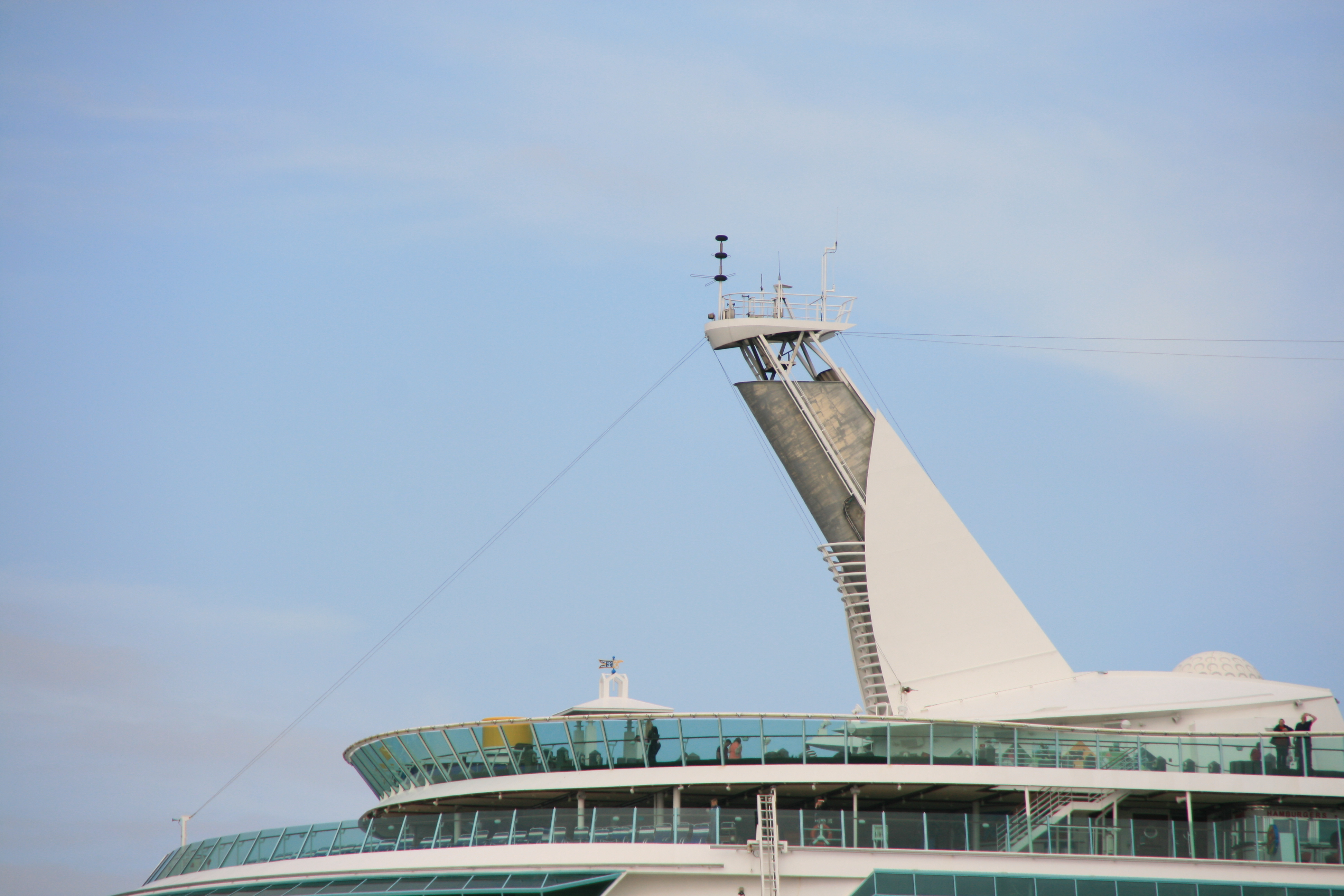
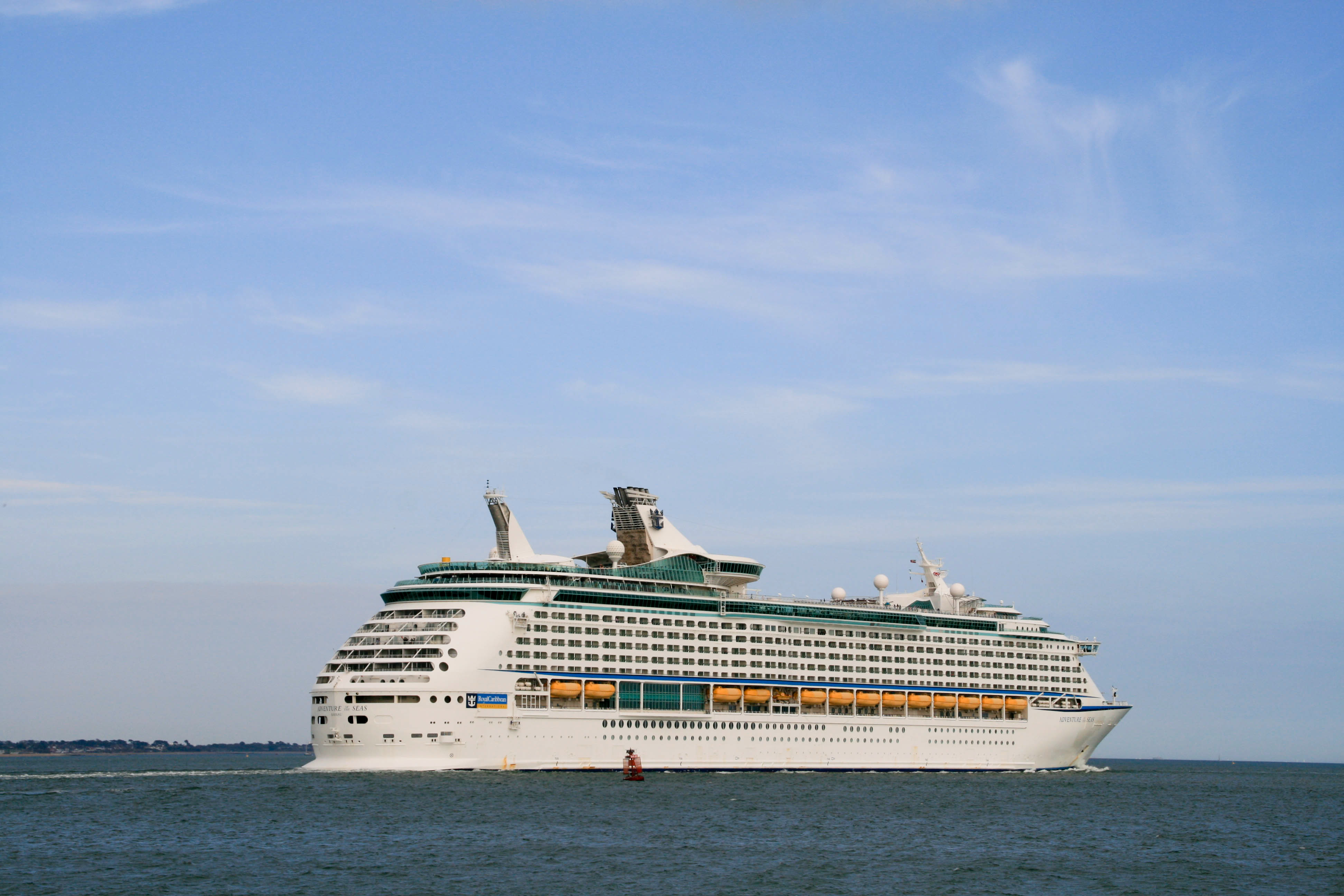
Southampton 2013